# Urani(III) hydride
Urani(III) hydride, còn được gọi là uranium trihydride (UH3), là một hợp chất vô cơ của urani và hydro.

## Tính chất
Urani(III) hydride là một chất rắn giòn hoặc chất bột có thể tự bốc cháy ở nhiệt độ thường, có độc tính cao, có màu xám nâu đến nâu đen. Mật độ của nó ở 20 ℃ là 10,95 g cm−3, thấp hơn nhiều so với khối lượng riêng của urani (19,1 g cm−3). Nó có tính dẫn điện, ít tan trong acid hydrochloric và phân hủy trong acid nitric.
Urani(III) hydride có hai dạng tinh thể, cả hai đều ở dạng lập phương: dạng α thu được ở nhiệt độ thấp và dạng β thu được khi nhiệt độ hình thành trên 250 ℃. Sau khi thu được, cả hai dạng đều bền ở nhiệt độ phòng trở xuống, nhưng dạng α từ từ chuyển thành dạng β khi gia nhiệt đến 100 ℃. Cả α- và β-UH3 đều là sắt từ ở nhiệt độ dưới ~180 K. Trên 180 K, chúng là chất thuận từ.

## Lịch sử
Vài slug urani(III) hydride đã được sử dụng trong loạt thí nghiệm "cù vào đuôi rồng" để xác định khối lượng tới hạn của urani.
Urani(III) hydride và urani(III) deuteride đã được đề xuất làm vật liệu phân hạch cho bom urani(III) hydride. Tuy nhiên, các thử nghiệm với urani(III) hydride và urani(III) deuteride trong Chiến dịch Upshot – Knothole thật đáng thất vọng. Trong giai đoạn đầu của Dự án Manhattan, vào năm 1943, urani(III) hydride đã được nghiên cứu như một vật liệu chế tạo bom có triển vọng; nó đã bị quên lãng vào đầu năm 1944 vì hóa ra thiết kế như vậy sẽ không hiệu quả.

## Các ứng dụng
Hydro, deuteri và triti có thể được tinh chế bằng cách phản ứng với urani, sau đó phân hủy nhiệt tạo thành hydride/deuteride/tritide. Hydro cực kỳ tinh khiết đã được điều chế từ lớp urani(III) hydride trong nhiều thập kỷ. Đun nóng urani(III) hydride là một cách thuận tiện để đưa hydro vào hệ thống chân không.
Quá trình trương nở và nghiền thành bột trong quá trình tổng hợp urani(III) hydride có thể được sử dụng để điều chế kim loại urani rất mịn, nếu hydride dạng bột bị phân hủy bằng nhiệt.
Urani(III) hydride có thể được sử dụng để tách đồng vị của hydro, điều chế bột kim loại urani và làm chất khử.

## Liên trang ngoài
- Uranium hydride
- The kinetics and mechanism of the uranium hydride - water vapour system under ambient conditions
- Uranium dioxideperoxide
- uranium hydride
- HYDROGEN IN URANIUM